# Богарде, Мелайро
Мелайро Чакевно Джалайно Богарде (нидерл. Melayro Chakewno Jalaino Bogarde; родился 28 мая 2002, Роттердам) — нидерландский футболист, защитник австрийского клуба ЛАСК.

## Клубная карьера
Воспитанник футбольной академии «Фейеноорда».
В мае 2018 года британское издание «Гардиан» сообщило, что контракт молодому игроку предложили «Манчестер Сити», «Манчестер Юнайтед» и «Арсенал». Однако в июле 2018 года 16-летний защитник подписал контракт с немецким «Хоффенхаймом». 30 мая 2020 года дебютировал в основном составе «Хоффенхайма» в матче немецкой Бундеслиги против «Майнца».

## Карьера в сборной
Выступал за сборные Нидерландов до 15, до 16, до 17 и до 18 лет.
В мае 2019 года в составе сборной Нидерландов до 17 лет выиграл чемпионат Европы и был включён в «символическую сборную» турнира.

## Личная жизнь
Мелайро — племянник Винстона, победителя Лиги чемпионов в составе «Аякса».

## Достижения
Нидерланды (до 17)
- Чемпионат Европы (до 17 лет): 2019